# الحكيم لازاريف
سيرجي نيقولا لازاريف Sergey Nikolayevich Lazarev فيلسوف روسي متخصص في علم النفس، وباحث في قوانين الحياة الروحية للإنسان وتأثيرها على صحة الناس ومصيرهم.

## السيرة الذاتية
ولد سيرجي لازاريف في الرابع من سبتمبر 1952 في Yeysk في روسيا. تخرج من جامعة هيرزن التربوية الروسية. تخرج مع التأهيل من جامعة «سان بطرسبرغ» وحاز شهادة «علم النفس العملي».
قال انه بدأ في السنوات 1980/1981 البحث العلمي من خلال حسابه الخاص، وكان الدافع لذلك من الرغبة في استكشاف طريقة عمل الكون، ولا سيما العلاقة بين الله والناس لسبر غور هذا الأمر. لهذا الغرض استعان لازاريف بالنصوص الدينية (وخصوصا الأناجيل الأربعة من العهد الجديد على سبيل المثال، ولكن أيضا في التوراة، البهاغافاد غيتا، والمصاحف)، وكذلك المدارس النفسية والصوفية الفلسفية.

## الحركة الإعلامية
بدأ منذ عام 1993 في عقد الندوات والعروض والمحاضرات في موسكو وسانت بطرسبورغ ومدن روسية أخرى، وكذلك ألمانيا، إسرائيل، بولندا، جمهورية التشيك، وأوكرانيا. ومنذ نشر أول كتبه في التسعينات في وقت مبكر وجدت نظريات لازاريف رواجاً متزايداً، خاصة في روسيا وأوكرانيا.

## مجال الدراسة
لازاريف مهتم بالعلاقة الداخلية للروح بالشخص وصحته ومصيره. بين الدين والأخلاق، وفوائد هذه العلاقة للإنسانية واحتمالات وجودها في العالم المعاصر، وذلك باستخدام الأساليب التجريبية، فقد افتتح عددا من القوانين المتتابعة، والتي سمحت له بوضع نظام فلسفي شامل.
واحدة من الخصائص الفريدة لنظامه الفلسفي هو أنه يساعد الشخص على الإجابة على الأسئلة الكبرى للفلسفة عبر العصور: من نحن، من أين أتينا، وأين نحن ذاهبون.

## النقاط الرئيسية في تعاليمه
أعمال لازاريف تختلف عن غالبية الأعمال المقصورة على فئة معينة اليوم، فإنها شاملة جميع جوانب الإلهية والبشرية وغيرها في الإنسان. وقدمت جميع الكائنات الحية من خلال عناصر الروح والعقل والجسم في تسلسل هرمي.
ويشغل قانون كارما وإعادة التجسد حيزاًكبيراً من تعاليم لازاريف يعرض من خلالها كيف تصيب البشر الأمراض، والمصائب والمشاكل الشخصية.
بجعل لازاريف مشكلة الإنسان تبدأ من خطئه في ترتيب الأولويات ووضعها ي غير محلها، والتعلق المفرط للدنيوي، والتعلق بالقيم الدنيوية (السرور، والحالة الاجتماعية، والسعادة العائلية، الخ) التي غالباً ما تتدهور نتيجة لتراكم الكارما السلبية بسبب سلوك خاطئ لسنوات طويلة.
موقفه من طب العقاقير: سأله أحد الحضور: إذا أتى إليك مريض وقال بأن الأطباء قد شخصوا حالته ووضعوا له العلاج فماذا تقول له؟
لازاريف: (إنني لا أتراهن مع الأطباء أبداً. الطب يعمل مع النتائج أما أنا فأحاول أن أعمل مع الأسباب.
كلما كان تغير الإنسان من داخله أكبر بالاتجاه الصحيح كلما خفت حاجته للأدوية وكلما تمكن أن يتخلص من المرض بصورة أسرع).
طريقة تنظيف الكارما وبالتالي إلى السعادة الشخصية هي: تطوير النفس، وهو ما يمكن تحقيقه في جملة أمور عن طريق استلهام الصواب من الخالق ومراكمة الحب، والتكيف المستمر مع المشاعر والأفكار الداخلية من خلال تقبلها والاعتراف بأنها نتيجة أفعال وسلوك الإنسان في حيواته السابقة.
ونجد في وسط وفي مركز تعاليم لازاريف مفهوم له الأولوية والصدارة، ألا وهو مفهوم الحب، فقط زراعة هذا الشعور تجاه الله، وتقبل الإساءات البشرية على أساس أنها منح إلهية لتطهير الروح، وهذا القبول كاف في تطهيرها بالفعل.

## كتب لازاريف
منذ التسعينات بدأ لازاريف يصب وجهة نظره في العديد من الكتب في أول سلسلة الكتب، تم انتهى من 7 كتب هي سلسلة «التشخيص كارما» التي بلغت 12 كتابا، والسلسلة الثانية «إنسان المستقبل». وفي الصف الثالث «تشخيص الكارما الجزء 2»- ظهرت في أواخر عام 2010، وبلغت مبيعات كتبه في روسيا وحدها إلى نحو 8.4 مليون نسخة (في ديسمبر 2010). وفي الوقت نفسه ترجمت بعض كتبه إلى اللغات الألمانية والإنجليزية والعربية والإسبانية والفرنسية واليابانية واليونانية والبولندية والتشيكية والصربية والكرواتية والرومانية، والمجرية والبلغارية ويتم تسويقها أيضا في أوروبا الوسطى والشرقية، وخاصة في ألمانيا.
الترجمة العربية..
وبالنسبة للترجمة العربية لكتب لازاريف، فإن الدار القائمة على نشرها هي دار علاء الدين بدمشق. وقد قامت هذه الدار (علاء الدين) بسرقة بعض مؤلفات وكتب لازاريف وترجمتها عن الإنجليزية بصورة سيئة للغاية لدرجة أن الترجمة تكاد تكون غير مفهومة للقراء، كما أضافوا وحذفوا من المنهج إما بسبب عدم تمكن المترجم من اللغة التي قام بالترجمة عنها وهى الإنجليزية أو قد يكون بسبب أن الترجمة الإنجليزية نفسها مشوهة، فخرجت الكتب للقارئ العربي بصورة غاية في السوء.
عَلِم لازاريف بأمر سرقة حقوق ملكيتة الفكرية من قبل دار نشر علاء الدين، وأكثر ما كان يؤرقه أن السرقة تمت بصورة سيئة للغاية من حيث كفاءة الترجمة التي قد أضرت بمنهجه وجعلت بينه وبين القارئ حواجز بسبب صعوبة فهم الأخير للترجمة المعقدة.
قام لازاريف مؤخرًا (مايو 2016) بالتعاقد مع مترجم مصري للقيام بترجمة مؤلفاته ترجمة أمينة على منهجه تمتار بالبساطة والوضوح وتليق بالقارئ العربي، وقام المترجم المصري الأستاذ (إبراهيم فؤاد سيد) بترجمة الكتاب الأول ترجمة تمتاز بالكفاءة مما يوفر على القارئ العربي عناء ما كان يقابله مع ترجمات علاء الدين الغير أمينة والغير قانونية. كما قام لازاريف بالتعاقد مع دار نشر مصرية (روافد للنشر والتوزيع) لطبع ونشر الكتاب في مصر والدول العربية. وبالفعل خرج الكتاب للنور في يناير 2017 وصدرت الطبعة الأولي عن دار نشر روافد وترجمة الأستاذ إبراهيم فؤاد.. والكتاب مميز جدًا في طباعتة الداخلية وفي غلافة الجذاب وبالطبع في ترجمتة عالية الجودة.
وقام لازاريف بعقد اتفاق مع دار النشر (روافد) والمترجم (إبراهيم فؤاد) لترجمة باقي المؤلفات وطرحها في الأسواق في أسرع وقت، وتم الحديث أيضًا عن القيام بمشروع ترجمة فيديوهات لازاريف الموجودة على قناته الخاصة على موقع اليوتيوب.
وقريبًا سيقوم لازاريف برفع دعوي قضائية لمحاسبة دار علاء الدين قانونيًا على جريمتين، الأولي هي السرقة وانتهاك حقوق الملكية الفكرية، والثانية هي تشوية منهجة بالحذف والإضافة وسوء الترجمة التي تسبب الضرر النفسي والمادي للازاريف نفسه كما تسبب الضرر المعنوى للقارئ المتلقي لمنهج عظيم تم تشويهه.
سلسلة «تشخيص الكارما»
1. نظام التنظيم الذاتي (1993، ISBN 5-900694-01-1)
2. الكارما الطاهرة (1995، ISBN 5-900694-02-X)
3. الحب (1996، ISBN 5-900694-03-8)
4. لمس المستقبل (1997، ISBN 5-900694-04-6)
5. إجابات على أسئلة (1998، ISBN 5-900694-04-6)
6. خطوات نحو الإلهي (1999، ISBN 5-900694-05-4)
7. التغلب على السعادة الحسية (2001، ISBN 5-900694-06-2)
8. حوار مع القراء (2003، ISBN 5-900694-08-9)
9. تجربة استمرار الحياة (2003، ISBN 5-900694-09-7)
10. استمرار الحوار (2005، ISBN 5-900694-10-0)
11. الختامية للحوار (2005، ISBN 5-900694-07-0)
12. الحياة كما الرجفة من أجنحة الفراشة (2007، ISBN 978-5-900694-11-5)
13. الخطوة الأولى نحو المستقبل

## روابط خارجية
- الموقع الرسمي للحكيم لازاريف - باللغة الإنجليزية
- لازاريف على يوتيوب